# Breznița-Ocol
Breznița-Ocol est une commune roumaine du județ de Mehedinți, dans la région historique de l'Olténie et dans la région de développement du Sud-Ouest.

## Géographie
La commune de Breznița-Ocol est située dans le nord-ouest du județ, à 4 km au nord-ouest de Drobeta Turnu-Severin, la préfecture du județ.
La commune est composée des quatre villages suivants (population en 2002) :
- Breznița-Ocol (1 862), siège de la municipalité ;
- Jidoștița (1 022) ;
- Magheru (959) ;
- Șușița (280).

## Histoire
Elle fait partie de la région de Clisura Dunării (en serbe Банатска Клисура) qui fut peuplée de Serbes et de Roumains à la frontière militaire du Banat roumain.

## Religions
En 2002, 99,15 % de la population était de religion orthodoxe.

## Démographie
En 2002, les Roumains représentaient 99,05 % de la population aux côtés de 0,94 % de Tsiganes. La commune comptait 1 255 ménages et 1 555 logements.
| 1992  | 2002  | 2007  |
| ----- | ----- | ----- |
| 4 139 | 4 123 | 4 013 |

## Économie
L'économie de la commune est basée sur l'agriculture, l'élevage et l'exploitation des forêts. Une carrière de calcaire est exploitée sur le territoire communal.

## Lieux et monuments
- Réserve naturelle Dealul Varanic.